# Lucainena de las Torres
Lucainena de las Torres è un comune spagnolo  situato nella comunità autonoma dell'Andalusia.